# Даниелян, Анушаван Суренович
Анушаван Суренович Даниелян (до 1999 года — Данелян, арм. Անուշավան Դանիելյան; род. 1 сентября 1956, село Болнис-Хачен, Болнисский район, Грузинская ССР) — государственный и политический деятель Крыма и непризнанной Нагорно-Карабахской республики, заместитель председателя Верховного Совета Автономной Республики Крым (1995—1996, 1997—1998), премьер-министр непризнанной НКР (1999—2007).

## Образование
- 1985 — Симферопольский государственный университет.

## Биография
- 1975—1977 — служил в рядах Советской Армии.
- 1978—1980 — слесарь по ремонту автомобилей, г. Ереван.
- 198?-1983 — студент исторического факультета СГУ им. Фрунзе, г. Симферополь.
- 1983—1985 — инженер штаба студенческих строительных отрядов, заведующий сектором профессионально-технического образования Крымского обкома ЛКСМУ.
- 1986—1989 — заместитель директора СПТУ-27, г. Симферополь.
- август 1991 — октябрь 1991 — председатель Постоянной комиссии Верховного Совета Крыма по гармонизации национальных отношений и духовной сферы.
- октябрь 1991 — май 1994 — председатель Постоянной комиссии Верховного Совета Крыма по национальной политике и межнациональным и межреспубликанским отношениям и культуре.
- май 1994 — март 1995 — председатель Постоянной комиссии Верховного Совета Крыма по национальной политике и проблемам депортированных граждан.
- июль 1995 — сентябрь 1996 и февраль 1997 — апрель 1998 — заместитель Председателя Верховного Совета Крыма.
- 1994 — был избран председателем Международного армянского конгресса.
- 1989—1996 — председатель правления Крымского Армянского Общества.
- 1998 — после коррупционных скандалов, лидеры ПЭВ Владимир Шевьев и Анушаван Данелян в 1998 году покинули Украину и переехали в Армению, Данелян сменил фамилию на Даниелян.
- 1999 — занимал пост Генерального директора Ереванского кабельного завода.
- 1999 — в Брюсселе был избран представителями армянских общин и учреждений в постоянную комиссию Европейского форума.
- С июня 1999 по сентябрь 2007 — был премьер-министром непризнанной НКР. Его сменил Араик Арутюнян.